# José Urruzmendi
José Urruzmendi, vollständiger Name Jose Eusebio Urruzmendi, (* 25. August 1944) ist ein ehemaliger uruguayischer Fußballspieler.

## Verein
Stürmer Urruzmendi gehörte von 1961 bis 1967 dem Kader von Nacional Montevideo in der Primera División an. In diesem Zeitraum absolvierte er insgesamt 127 Partien für die Bolsos, in denen er 51 Tore erzielte. Mit den Montevideanern schloss er die Spielzeiten 1963 und 1966 jeweils als Uruguayischer Meister ab. 1964 steht die Teilnahme an den Finalspielen der Copa Campeones de América für ihn zu Buche, in denen Nacional dem argentinischen Vertreter Independiente letztlich die Trophäe überlassen musste. Urruzmendi kam in beiden Finalspielen zum Einsatz. 1967 gelangte er mit den Bolsos abermals bis in die Endspiele um diesen mittlerweile in Copa Libertadores umbenannten Wettbewerb. Dort wirkte Urruzmendi in allen drei Partien als Teil der Startformation mit. Auch er konnte jedoch letztlich nicht die Niederlage gegen den argentinischen Gegner Racing Club vermeiden. Anschließend stand er 1968 bei CA Independiente in Argentinien unter Vertrag. Neun Spiele und zwei Tore sind in der Primera División Metropolitano Grupo B für ihn verzeichnet. 1969 kehrte er zu Nacional zurück. Dort werden in jener Spielzeit aber nur noch zwei durch Urruzmendi bestrittene Begegnungen geführt (ein Tor). 1970 war er Bestandteil der Mannschaft Defensors, die in jener Spielzeit letztmals von Alejandro Morales betreut wurde. Nur knapp konnte er mit seinen Mitspielern in der Relegationsrunde den Abstieg in die „B“ vermeiden. Ohne genaue zeitliche Einordnung wird zudem über eine Karrierestation Urruzmendis in Venezuela bei Estudiantes de Mérida berichtet.

## Nationalmannschaft
Urruzmendi war auch Mitglied der A-Nationalmannschaft Uruguays, für die er zwischen dem 2. Mai 1965 und dem 1. Juli 1967 21 Länderspiele absolvierte. Dabei erzielte er acht Länderspieltore. Urruzmendi nahm mit Uruguay auch an der Weltmeisterschaft 1966 teil. Trainer Ondino Viera griff jedoch im Verlaufe des Turniers nicht auf seine Dienste zurück. Urruzmendi gehörte schließlich ebenfalls zum von Juan Carlos Corazzo ausgewählten Aufgebot Uruguays bei der Südamerikameisterschaft 1967, die die Celeste zu ihren Gunsten entschied.

## Erfolge
- Südamerikameister: 1967
- 2× Uruguayischer Meister: 1963, 1966